# Airat Ichmouratov
Airat Rafailovič Ichmouratov (in cirillico Айрат Рафаилович Ишмуратов, traslitterazione scientifica Ajrat Rafailovič Išmuratov; Kazan', 28 giugno 1973) è un compositore, direttore d'orchestra e clarinettista russo naturalizzato canadese.
È direttore d'orchestra e compositore in residenza dell'orchestra da camera di Montreal "Nouvelle Génération", clarinettista del gruppo klezmer di Montréal Kleztory e professore invitato dell'Università di Laval a Québec.

## Biografia

### Primi anni
Ichmouratov è nato e cresciuto a Kazan', capitale e città più grande della Repubblica del Tatarstan, Russia. Secondogenito di Razima Icmouratova (Gatina) e Rafail Ichmouratov, ha studiato clarinetto alla Scuola di Musica di Kazan N3, al Kazan Music College ed al Conservatorio di Kazan, dove si è laureato nel 1996. Nel 1993, quando viene nominato Clarinettista Associato del Teatro dell'Opera e Balletto del Tatarstan e dell'Orchestra Sinfonica dello Stato del Kazan, inizia a esibirsi in tournée in tutta Europa. Nel 1997, Ichmouratov si sposta in Canada per partecipare come studente allo Orford Art's Centre Festival, dove incontra Yuli Turovsky, violoncellista sovietico naturalizzato canadese e direttore d'orchestra, il quale diventerà in seguito il suo mentore più intimo.

### Carriera
Nel 1998, Ichmouratov si trasferisce in via permanente a Montreal, Canada, dove ottiene una laurea magistrale presso l’Università di Montréal e studia con Andre Moisan. Fonda quindi il Muczynski Trio con Luo Di al Violoncello ed Evgenia Kirjner al pianoforte, vincendo il primo premio e il Grand Award al National Music Festival (Canada, 2002) ed il primo premio all'ottava International Chamber Music Competition a Cracovia (Polonia, 2004).

#### Direttore d'orchestra
Il primo incarico da direttore d'orchestra di Ichmouratov, dopo aver ottenuto il suo Dottorato in Conduzione d'Orchestra alla Università di Montreal(2005) è stato con l'orchestra da camera Les Violons du Roy a Quebec City, dove era assistente direttore del direttore d'orchestra canadese Bernard Labadie, noto specialista di repertorio barocco e classico. Il concerto di Les Violons du Roy del 12 maggio 2008, "Russian Impressions" sotto la direzione di Ichmouratov, dove ha presentato anche l'anteprima mondiale del suo personale Concerto per Violoncello, si è aggiudicato l'Opus Prize nella categoria – Miglior Concerto dell'Anno. Dal 2009 al 2011, Airat ricopre il ruolo di Direttore d'Orchestra Stabile dell'Orchestra Sinfonica del Quebec, dove assiste il direttore d'orchestra e compositore israeliano Yoav Talmi. Nel 2011, sostituendo con un breve preavviso Yuli Turovsky, Ichmouratov dirige l’Orchestra da Camera I Musici de Montréal in tour negli Stati Uniti, Brasile  e Peru. Nell'ottobre 2011 fa il suo debutto con il Teatro dell'Opera e Balletto dello Stato del Tatarstan (Russia) e viene immediatamente re-invitato a dirigere la Turandot di Puccini ed il Rigoletto di Verdi durante la stagione 2012-13 e per il successivo Tour Europeo.

#### Kleztory

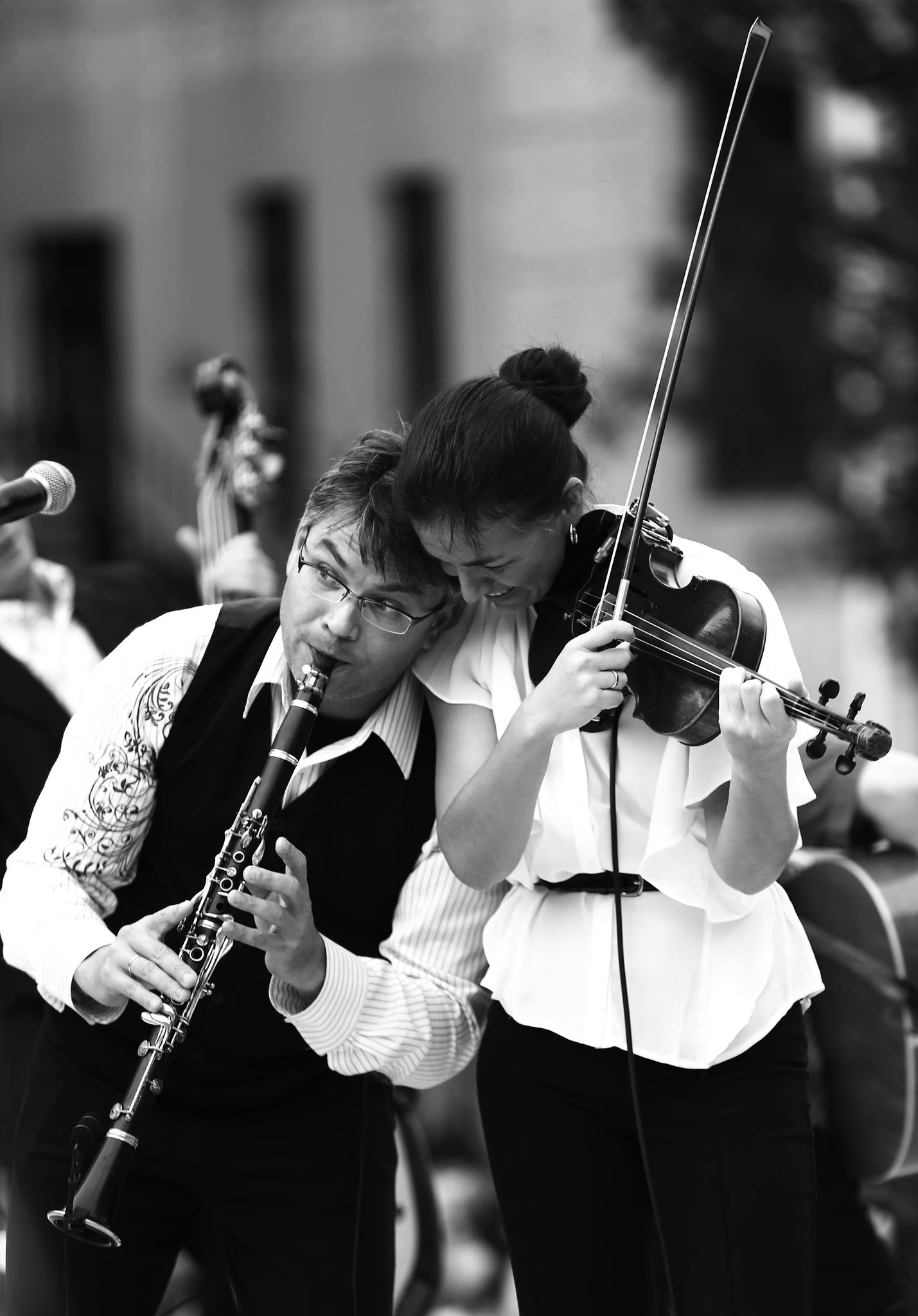
Airat Ichmouratov ed Elvira Misbakhova durante la prestazione Kleztory a Shanghai, Cina, agosto 2013

Nel 2000, Ichmouratov si unisce al gruppo di klezmer Kleztory, nel quale attualmente suona il clarinetto, oltre a comporre e arrangiare i pezzi. Nel 2004, il gruppo Kleztory ha registrato per Chandos Records (Gran Bretagna) CD con Orchestra da Camera I Musici de Montréal e Yuli Turovsky. L'album dei Kleztory del 2007, "Nomade", ha vinto l'Opus Prize. Recentemente (2014) l'Album "Arrival" è stato nominato da ADISQ come miglior album dell'anno nella categoria Musica Tradizionale. Nel 2012 Kleztory si è aggiudicato il klezmer Furth Prize presso l’International Klezmer festival and Competition ad Amsterdam e di conseguenza ha partecipato al Furth Klezmer Festival la primavera successiva.
 Con i Kleztory, Ichmouratov si è esibito come solista con diverse orchestre, inclusa l’Orchestra Sinfonica di Montreal, l’Orchestra Sinfonica del Quebec, l’Orchestra da Camera I Musici de Montréal, Les Violons du Roy e l'Orchestra da Camera di Bruxelles, oltre a portare avanti molti tour in Canada, Stati Uniti, Brasile, Messico, Costa Rica, Germania, Paesi Bassi, Austria, Ungheria, Svizzera, Belgio, Romania e Cina.

#### Compositore
La musica di Airat Ichmouratov è stata eseguita da un'ampia gamma di ensemble e musicisti in tutto il mondo, tra cui Maxim Vengerov, Jonathan Crow, Andrew Wan, Eric Paetkau, Alexis Hauser, Jean Francois Rivest, Alexandre Da Costa, Alain Trudel, Stephane Laforest, Andre Moisan, Mark Simons, Yegor Dyachkov, Max Pollak, Stephane Tetreault, Sasha Mirkovic & il gruppo Metamorphosis (Serbia), l’Orchestra Sinfonica del Quebec, l’Orchestre Métropolitain, l’Orchestra Sinfonica di Taipei Les Violons du Roy, l’Orchestra London Canada, l’Orchestra Sinfonica di Longueuil, il New Orford String Quartet, Yuli Turovsky & I Musici de Montreal, i 13 Strings (Ottawa), l’Orchestra Sinfonica di Stato del Tatarstan (Russia), l’Orchestra da Camera La Primavera, il Quartetto Alcan, il Quartetto Molinari, l’Orford Camerata Ensemble, della Sinfonia di Toronto, l’Orchestra da Camera Nouvelle Generation solo per nominarne alcuni.
Nel 2012, Ichmouratov è stato nominato Compositore Residente per presso il Concerts aux îles du Bic (Canada), nel 2013 Compositore Estivo presso l’Orford Arts Centre (Canada) e nel 2015 Compositore Estivo presso la 17ª edizione del Festival Classique des Hautes-Laurentides (Canada). Dal 2010 Ichmouratov è Compositore Associato per il Canadian Music Centre.

### Vita privata
Ichmouratov è sposato con la violista e violinista Elvira Misbakhova, con cui ha due figlie.

## Discografia
- Klezmer music, Kleztory (2002)
- Barber, Copland, Britten, Bruch, Orchestra da Camera del Kazan La Primavera, Ak Bars (2002)[35]
- Klezmer, Kleztory, Yuli Turovsky & I Musici de Montreal Chamber Orchestra, Chandos Records(2004)
- Nomade, Kleztory, vincitore dell’Opus Award 2007, Amerix (2007)[36]*Shostakovich, Weinberg, Ichmouratov, Orchestra da Camera I Musici de Montreal, Analekta (2008)[37]
- Symphonique, Le Vent du Nord et Quebec Symphony Orchestra, CBC (2010)[38]
- Carte Postale, Alcan Quartet, ATMA Classique (2011)[39]
- Beethoven, Concerto per Violino (cadenze di Ichmouratov), Sinfonia N° 7, Alexandre Da Costa, Taipei Symphony Orchestra, Warner Classics (2013)[40]
- Arrival, Kleztory, Amerix(2014)
- Tales from the Dinarides, Michael Bridge, Guillaume Tardif, Kornel Wolak, Wirth Institute (2017)
- Klezmer Dreams, Andre Moisan, Jean Saulnier and Molinari Quartet,ATMA Classique (2017)[41]
- Nigun, Kleztory, Amerix (2017)[42]
- Melodies of Nations, Romic – Moynihan Duo, Hedone Records (2017)
- Letter From an Unknown Woman, Three Romances for Viola, Concerto Grosso No. 1 – Belarusian State Chamber Orchestra, Evgeny Bushkov – Chandos (2019)[43]
- Youth' Overture, Maslenitsa Overture, Symphony, Op.55 'On the Ruins of an Ancient Fort' – Orchestre de la Francophonie, Jean-Philippe Tremblay – Chandos (2020)[44]
- Momentum, Kleztory - Chandos (2020)[45]
- Julia MacLaine, Preludes - Analekta (2022)[46]
- Ichmouratov: Viola Concerto No.1 / Piano Concerto – London Symphony Orchestra, Airat Ichmouratov conductor – Chandos (2023)[47]